# سد الوحده (مراکش)
سد الوحده (به فرانسوی: Al Wahda Dam) یک سد خاکی در مراکش است که در M´Jaara, Ouezzane Province, Morocco واقع شده‌است.